# Андрю Маклаглън
Андрю Маклаглън (на английски: Andrew McLaglen) е британско-американски филмов режисьор.  Известен е предимно с уестърн и приключенски филми, често с участието на Джон Уейн или Джеймс Стюарт.

## Биография
Андрю Маклаглън е роден в Лондон, син е на британско-американския актьор Виктор Маклаглън и съпругата му Енид Ламонт, които се преместват в Холивуд в началото на 1920-те г., малко след раждането му. Той е от филмово семейство, което включва осем чичовци и лели, и е израснал на снимачните площадки с родителите си, като се запознава там с Джон Уейн и Джон Форд. След като работи като помощник-режисьор в няколко по-малки филма, Джон Форд му дава работа на асистент-режисьор във филма „Тихият човек“ (1952).
След още няколко филма като асистент-режисьор, Маклаглън режисира първия си филм „Човекът в трезора“ (1956). След това работи много в телевизията, като режисор в отделни серии към известни телевизионни сериали.
Завръща се в киното, като режисира „Шенандоа“ (1965) с Джеймс Стюарт и „Пътят на запад“ (1967) с участието на Кърк Дъглас, Робърт Мичъм и Ричард Уидмарк.

## Избрана филмография
| Година | Филм                | Оригинално заглавие |
| ------ | ------------------- | ------------------- |
| 1963   | Маклинтък!          | McLintock!          |
| 1965   | Шенандоа            | Shenandoah          |
| 1967   | Пътят на запад      | The Way West        |
| 1968   | Бандолеро!          | Bandolero!          |
| 1969   | Непобедимите        | The Undefeated      |
| 1973   | Кейхил щатски шериф | Cahill U.S. Marshal |